# Festival de las Velas de Ubon Ratchathani

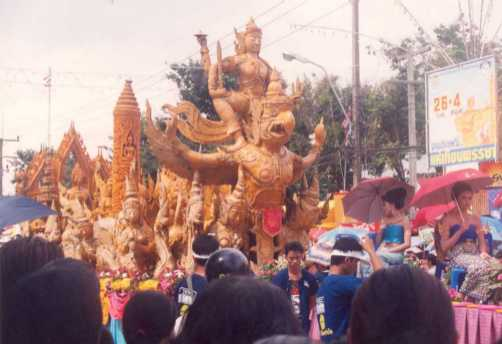
Festival de las velas en Ubon Ratchathani

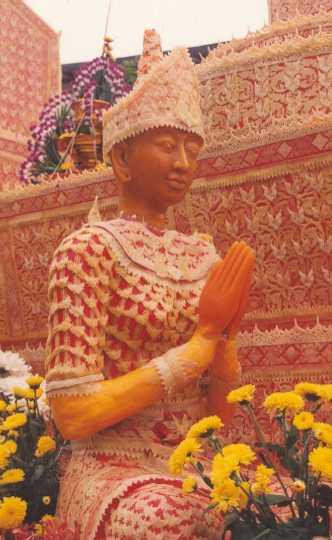
Las versiones de las velas más elaboradas acompañan con escenas de mitología hindú y budista

El Festival de las Velas de Ubon Ratchathani es uno de los festivales más importantes celebrados en la región del Nordeste de Tailandia. En él por una antigua tradición se realizan artesanalmente detalladas velas de gran tamaño para ser paseadas por la ciudad en procesión.

## Historia y orígenes
El origen de la fiesta está relacionado con el inicio del periodo de lluvias que también resulta el período de retiro espiritual religioso conocido como Khao Phansa (en tailandés: เข้าพรรษา). Los monjes budistas tenían que quedarse en el templo local habitual porque  con la lluvia empezaba la temporada de la siembra de arroz y si caminaban durante la noche sobre los cultivos, estos se perdían. Cuando los monjes dejaban de viajar durante este periodo, se dedicaban principalmente a estudiar el Dharma. En el pasado, por falta de electricidad, solían encender velas mientras leían. Siendo esto conocido por la población local, hicieron velas para presentar en el templo y se hizo especialmente el primer día del Khao Phansa. El periodo de Khao Phansa empieza el primer día del mes octavo del calendario lunar, y va desde el mes de julio hasta el día de Ork Phansa (en tailandés: ออกพรรษา) que era el primer día del mes décimo del calendario lunar. Regalar velas a los monjes budistas en este día es ya parte de las tradiciones arraigadas del budismo y de la sociedad tailandesa.

## En la actualidad
En un principio, era tradicional hacer un donativo de artículos para los monjes. Las velas iluminaban las casas parroquiales de los monjes budistas y otros sitios del templo. En el pasado, cuando era imposible ir a comprar velas preparadas, los vecinos usaban cera de abejas para crearlas. La tradición en el pasado, no incluían el desfile o procesión que se realiza hoy. La procesión y la competición de velas que se realizan ahora en Ubon Ratchathani, vino durante el reinado de Rama V. Desde entonces era y es el evento más importante en la ciudad, pues es el que tiene mayor número de participantes residentes y turistas. Las velas gigantes desfilan alrededor de la ciudad; cada una representa un sitio del tiempo, distrito u otro tema. Las versiones de las velas más elaboradas acompañan con escenas de mitología hindú y budista, esculpidas en madera o yeso y cubiertas con cera. Esas velas nunca se han quemado y son talladas dos días antes de la procesión.
- Datos: Q3306394
- Multimedia: Ubon Ratchathani Candle Festival / Q3306394